# Jan Kosendiak
Jan Kosendiak (ur. 6 kwietnia 1953 we Wrocławiu) – inżynier informatyk (absolwent Wydziału Informatyki i Zarządzania Instytutu Cybernetyki Technicznej Politechniki Wrocławskiej), doktor habilitowany Nauk o Kulturze Fizycznej, autor ponad 100 prac naukowych i metodyczno-naukowych opublikowanych w sześciu krajach.

## Życiorys
Jest trenerem lekkoatletyki I klasy. W ciągu dwudziestoletniej pracy trenerskiej jego wychowankowie, w różnych kategoriach wiekowych, zdobyli około 40 medali na Mistrzostwach Polski w LA. Pełnił funkcje wiceprzewodniczącego Sekcji Teorii Sportu Polskiego Towarzystwa Naukowego Kultury Fizycznej, członka Prezydium Zarządu Dolnośląskiego Związku Lekkiej Atletyki. Był prezesem KS AZS Collegium Glacense w Nowej Rudzie.
Od 1979 roku pracuje jako nauczyciel akademicki w Akademii Wychowania Fizycznego we Wrocławiu; od 1990 roku na stanowisku adiunkta w Katedrze Nauk o Sporcie. Prowadzi zajęcia dydaktyczne na Wydziale WF oraz na Wydziale Nauk o Sporcie z przedmiotów: "Teoria sportu", "Teoria treningu sportowego" i "Propedeutyka Olimpizmu". Wykładał (lub aktualnie wykłada) na wielu uczelniach państwowych i prywatnych, takich jak: Uniwersytet Wrocławski, Kolegium Nauczycielskie Resocjalizacji, Rewalidacji i Wychowania Fizycznego w Białymstoku, Wyższa Szkoła Zarządzania "Edukacja" we Wrocławiu i innych. Prowadzi też wykłady na kursach instruktorów sportu, kursach trenerskich i na Studiach Podyplomowych. Jest promotorem ok. 160 prac magisterskich, około 150 prac licencjackich i dwóch doktoratów.
Był członkiem Rady Wydziału Nauk o Sporcie Akademii Wychowania Fizycznego we Wrocławiu,  członkiem Rady Wydziału Lekarskiego i Nauk o Zdrowiu Uniwersytetu Zielonogórskiego. Obecnie zatrudniony jest w Wyższej Szkole Sportu na stanowisku profesora uczelnianego.
Jest członkiem Akademickiego Chóru Politechniki Wrocławskiej. Żonaty, ma troje dorosłych dzieci. Starszy brat Marka Kosendiaka, Tomasza Kosendiaka oraz dyrygenta, dyrektora wrocławskiej Filharmonii, dr hab. Andrzeja Kosendiaka.